# Bistum Bragança do Pará
Das Bistum Bragança do Pará (lateinisch Dioecesis Brigantiensis de Para, portugiesisch Diocese de Bragança do Pará) ist eine in Brasilien gelegene römisch-katholische Diözese mit Sitz in Bragança im Bundesstaat Pará.

## Geschichte
Das Bistum Bragança do Pará wurde am 14. April 1928 durch Papst Pius XI. mit der Apostolischen Konstitution Romanus Pontifex aus Gebietsabtretungen des Erzbistums Belém do Pará als Territorialprälatur Gurupi errichtet. Die Territorialprälatur Gurupi wurde dem Erzbistum Belém do Pará als Suffragan unterstellt. Am 3. Februar 1934 wurde die Territorialprälatur Gurupi in Territorialprälatur Guamá umbenannt.
Am 16. Oktober 1979 wurde die Territorialprälatur Guamá durch Papst Johannes Paul II. mit der Apostolischen Konstitution Cum Praelatura zum Bistum erhoben. Das Bistum Guamá wurde am 13. Oktober 1981 in Bistum Bragança do Pará umbenannt. Am 29. Dezember 2004 gab das Bistum Bragança do Pará Teile seines Territoriums zur Gründung des Bistums Castanhal ab.

## Ordinarien

### Prälaten von Guamá
- Eliseu Maria Coroli B, 1940–1977

### Bischöfe von Guamá
- Miguel Maria Giambelli B, 1980–1981

### Bischöfe von Bragança do Pará
- Miguel Maria Giambelli B, 1981–1996
- Luigi Ferrando, 1996–2016
- Jesús María Cizaurre Berdonces OAR, 2016–2024
- Raimundo Possidônio Carrera da Mata, seit 2024